# Adriaan van der Burg

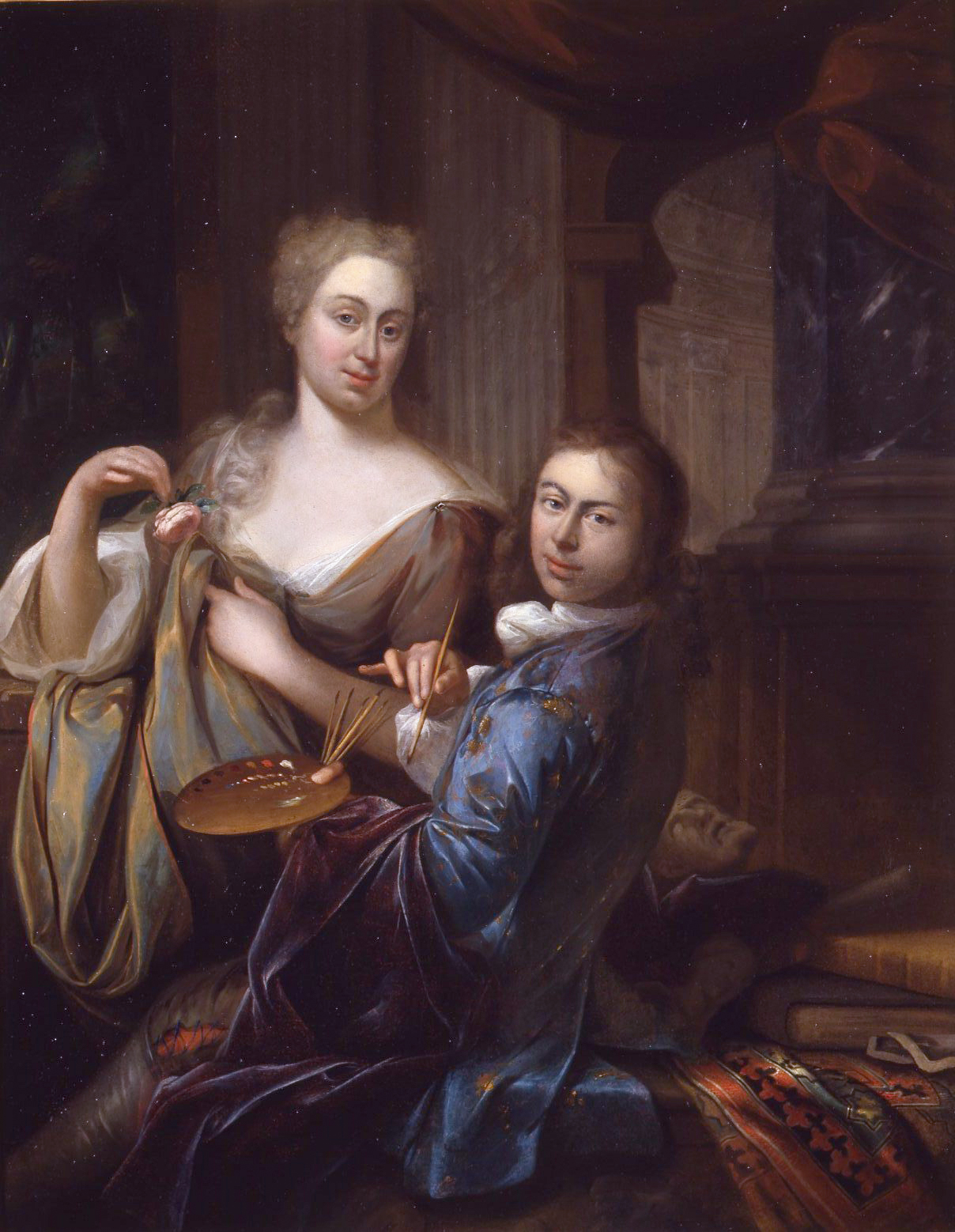
Autoritratto con sua moglie, 1729, Museo Dordrecht

Adriaan van der Burg (Dordrecht, 1693 – Dordrecht, 1733) è stato un pittore olandese del XVIII secolo.

## Biografia

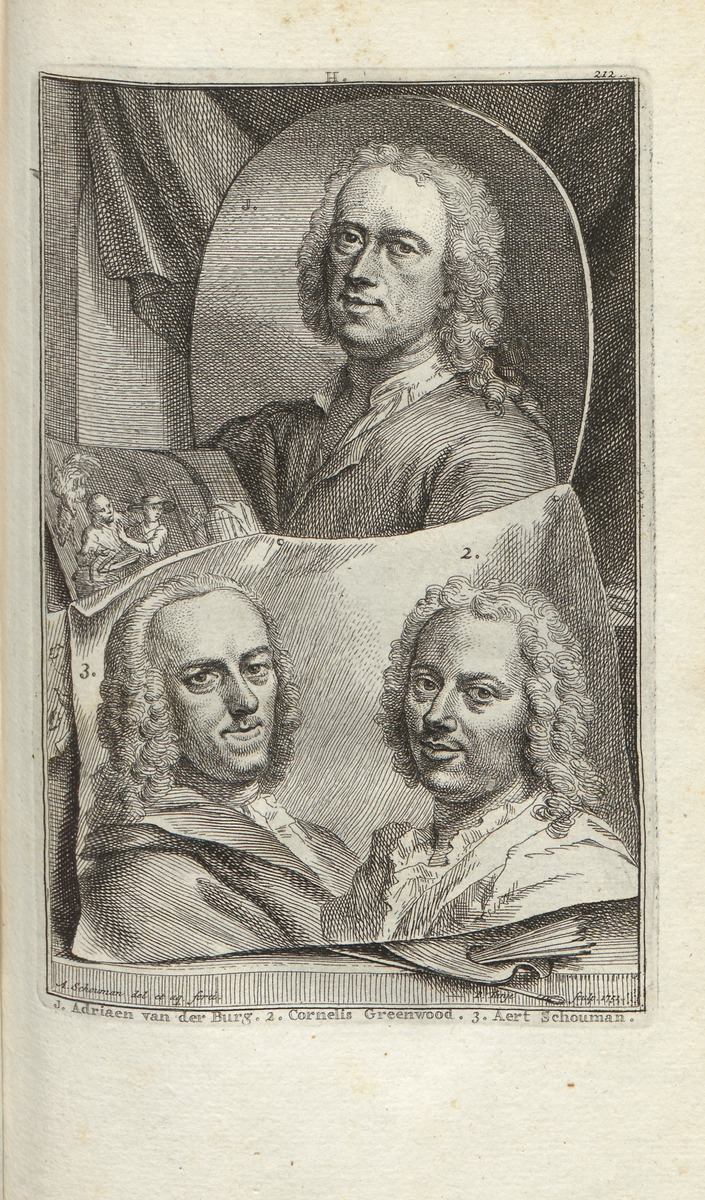
Ritratto di Adriaan van der Burg sopra i suoi due allievi Aert Schouoman (a sinistra) e Cornelis Greenwood (a destra).

Van der Burg nacque e morì a Dordrecht. Secondo Jan van Gool fu allievo di Arnold Houbraken e lo accompagnò ad Amsterdam, dove completò gli studi prima di tornare a Dordrecht, dove divenne un famoso ritrattista e insegnante di Aert Schouman e Cornelis Greenwood.  Schouman realizzò l'incisione per il libro di Jan van Gool basato su un autoritratto che Schouman acquistò dalla vedova di Adriaan van der Burg.
Secondo il Nederlands Instituut voor Kunstgeschiedenis è stato maestro di Aert Schouman ed era noto per le decorazioni interne.